# Каролін (Підляське воєводство)
Каролін (пол. Karolin) — село в Польщі, у гміні Ґіби Сейненського повіту Підляського воєводства.
Населення — 115 осіб (2011).
У 1975-1998 роках село належало до Сувальського воєводства.

## Демографія
Демографічна структура станом на 31 березня 2011 року:
|          | Загалом | Допрацездатний вік | Працездатний вік | Постпрацездатний вік |
| -------- | ------- | ------------------ | ---------------- | -------------------- |
| Чоловіки | 53      | 11                 | 33               | 9                    |
| Жінки    | 62      | 18                 | 31               | 13                   |
| Разом    | 115     | 29                 | 64               | 22                   |